# Кирилівка (Дніпро)

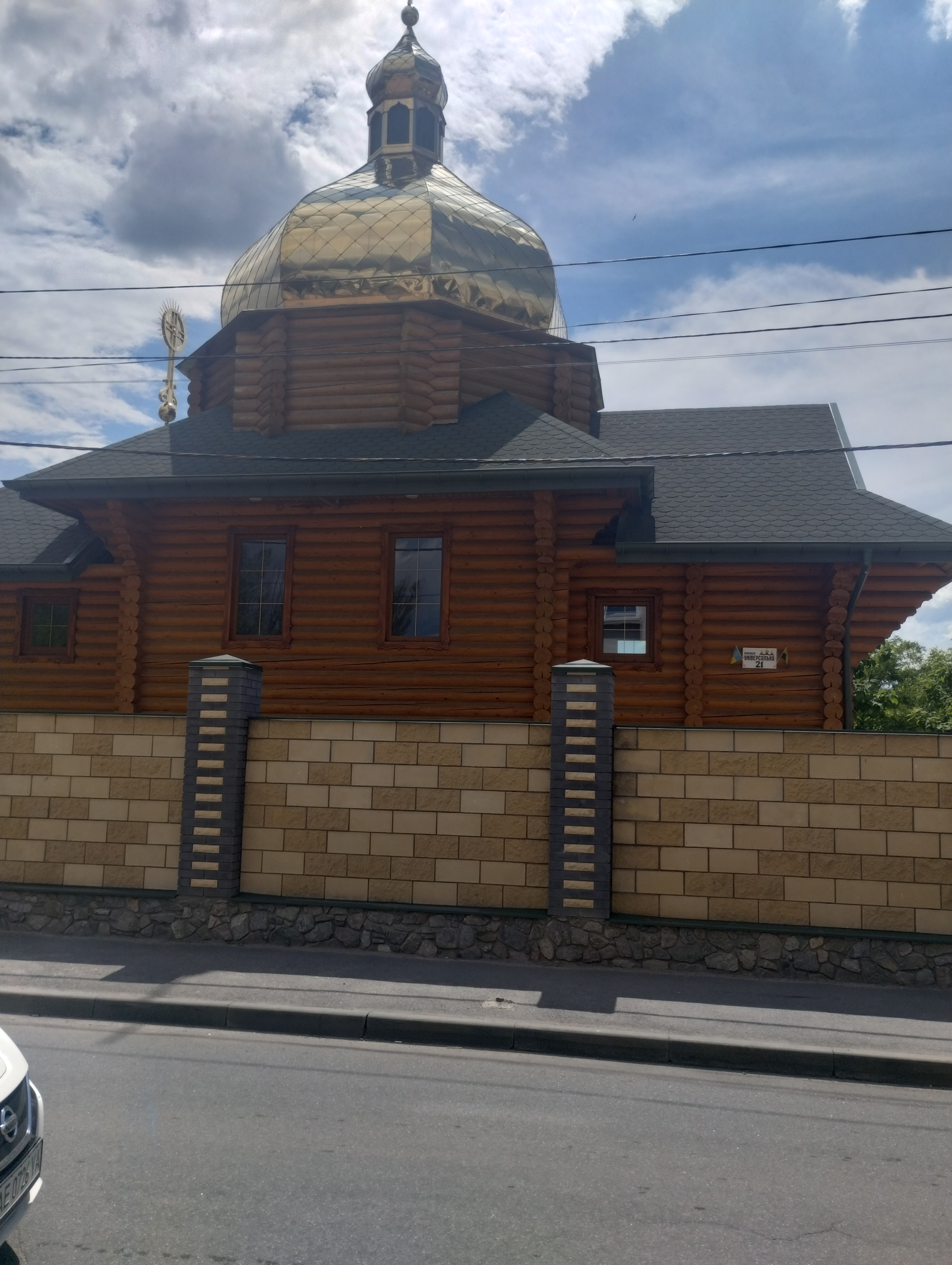
Храм ікони Божої Матері Скоропослушниця

Кирилівка - історична місцевість у Амур - Нижньодніпровському районі міста Дніпро, колишнє робітниче селище Задніпров'я. 

## Географія
Межує: на півночі - з житловим  масивом Калинівський, межа - вулиця Калинова;
на сході - з Дніпровським вагоноремонтним заводом, межа -  провулок Універсальний; 
на півдні - з житловим масивом Нижньодніпровськ, межа  - вулиця Яхненківська;
на південному заході - з Дніпровським металургійним заводом"Комінмет" (колишній завод імені Комінтерна) та селищем Амур, межа - річка Гнилокіш, яку в цих місцях називають "Комінтернівська канава";
на заході: з Ломівкою, межа - Донецьке шосе;
на північному заході - з історичною місцевістю "Боржом", межа -  вулиці Богомаза та Янтарна.
Головні вулиці: Янтарна,  Солончакова, Незламна (до 2022 року Петрозаводська), Василя  Корнієнка (до 2022 року Гагринська), Делегатська, Гусяча, Вітчизняна, Грінченка.
Забудова приватна, одноповерхова, крім  багатоповерхових будинків по вулицях Універсальна, Реконструкції, Універсальний та Вольовий (до 2022 року Воркутинський) провулки.

## Історія
Імовірний рік виникнення селища 1895, коли засновуються заводи "Шодуар - В", "Бехтольда" та "Ланге", а також Нижньодніпровські вагонні майстерні.
Перша назва селища невідома, однак топонім Кирилівка з'явився не раніше 1914 року, коли народився Кирило Петрович Крендовський - син помічника начальника Катерининської залізниці Петра Михайловича Крендовського (1882 - 1929), чиїм ім'ям був названий зупинний пункт 193 кілометр від якого онім поширився на селище.
У 1917 році місцевість увійшла до складу міста Амур - Нижньодніпровськ.

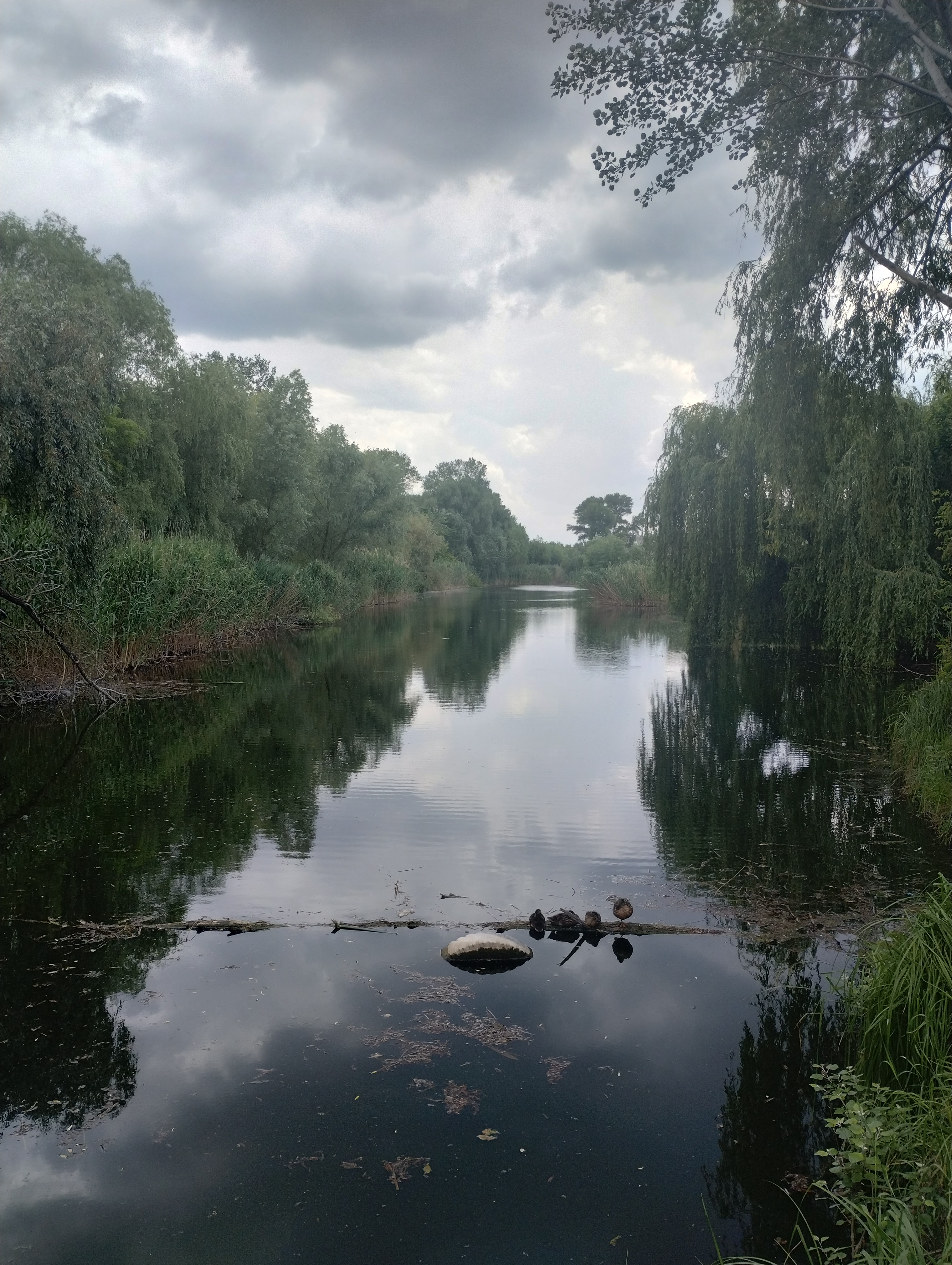
Парк Кирилівка

У 2016 році парк імені Кірова був перейменований у парк Кирилівка, хоча він розташований не в селищі, а сусідньому Нижньодніпровську. 

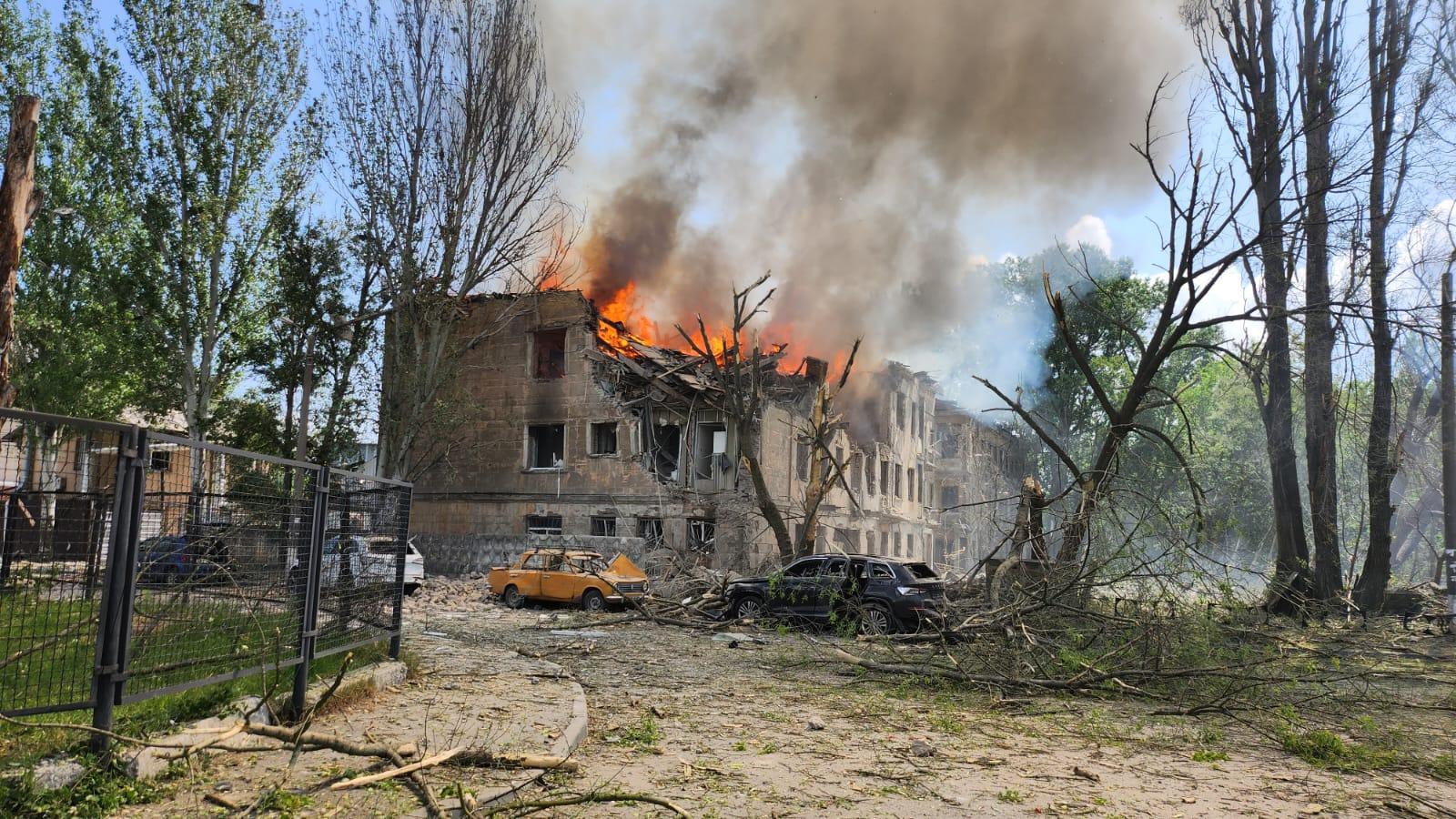
Зруйнована російською ракетою лікарня швидкої допомоги. 26 травня 2023

26 травня 2023 року  російські загарбники вдарили ракетою Іскандер по лікарні швидкої медичної допомоги та ветеринарній клініці, внаслідок чого загинуло четверо людей і більше сорока отримали поранення. 

## Соціальна інфраструктура

### Медицина
- Лікарня швидкої медичної допомоги (зруйнована ракетним ударом) - провулок Універсальний 6;

### Освіта
- Середня загальноосвітня школа N 86 - вулиця Янтарна 39;

### Релігія
- Храм всіх святих Землі Української, що просіяли ПЦУ - Вулиця Янтарна 73 Б/2
- Храм ікони Божої Матері "Скоропослушниця" УПЦ МП - Вулиця Універсальна 21.

### Пошта
- 24 - те відділення - вулиця Універсальна 27;

### Спорт
- Стадіон "Dnipro Athletiks" - заснований у 1950 - ті роки як стадіон імені Кірова, у 2015 - 2022 роках носив ім'я футболіста і тренера команди "Локомотив" Дніпровського вагоноремонтного заводу Петра Лайка. На стадіоні грає місцева футбольна команда ДВРЗ "Локомотив" та команда регбі "Дніпро"[9] - вулиця Універсальна 10 а.

### Торгівля
- Супермаркет АТБ на вулиці Янтарній.

## Транспорт
На зупинній платформі 193 кілометр зупиняються приміські поїзди, що ідуть сполученням станцій Дніпро-Головний, Синельникове І, Синельникове II,  Чаплине, Лозова, Красноград, Межова.
Трамваї 6 та 9 маршрутів, що йдуть поблизу селища вулицею Івана Нечуя - Левицького. Маршрутні автобуси, що йдуть вулицями Івана Нечуя - Левицького, Калиновою.
Тролейбуси 17 та 20 маршрутів, що йдуть вулицею Калиновою.